# Rennrodel-Europameisterschaften 1984
Die Rennrodel-Europameisterschaften 1984 fanden vom 21. bis 22. Januar im italienischen Olang statt, an der Sportler aus fünfzehn Ländern teilnahmen. Olang war nach 1975 und 1980 zum dritten Mal Austragungsort dieses Wettbewerbes. Die Rodler aus Italien gewannen auf ihrer Heimbahn alle drei Wettbewerbe und waren damit die dominierende Nation dieser Titelkämpfe.

## Einsitzer der Frauen
| Platz | Sportler          | Land | Lauf 1 | Lauf 2 | Lauf 3 | Lauf 4 | Gesamtzeit Rückstand |
| ----- | ----------------- | ---- | ------ | ------ | ------ | ------ | -------------------- |
| 1     | Monika Auer       | ITA  | 37,226 | 37,341 | 37,558 | 37,453 | 2:29,578             |
| 2     | Heike Popel       | GDR  | 37,299 | 37,447 | 37,461 | 37,428 | 2:29,635 / +0,057    |
| 3     | Bettina Schmidt   | GDR  | 37,496 | 37,595 | 37,538 | 37,475 | 2:30,104 / +0,526    |
| 4     | Mária Jasenčáková | TCH  | –      | –      | –      | –      | 2:30,212 / +0,634    |
| 5     | Andrea Hatle      | FRG  | –      | –      | –      | –      | 2:30,357 / +0,779    |
| 5     | Annefried Göllner | AUT  | –      | –      | –      | –      | 2:30,357 / +0,779    |
| 7     | Sybille Hoherz    | GDR  | –      | –      | –      | –      | 2:30,384 / +0,806    |
| …     | …                 | …    | …      | …      | …      | …      | …                    |
| 10    | Anke Popel        | GDR  | –      | –      | –      | –      | 2:31,809 / +2,231    |
| 12    | Constanze Zeitz   | FRG  | –      | –      | –      | –      | 2:32,188 / +2,610    |

## Einsitzer der Männer
| Platz | Sportler          | Land | Lauf 1 | Lauf 2 | Lauf 3 | Lauf 4 | Gesamtzeit Rückstand |
| ----- | ----------------- | ---- | ------ | ------ | ------ | ------ | -------------------- |
| 1     | Paul Hildgartner  | ITA  | 43,844 | 44,069 | 44,247 | 43,830 | 2:55,990             |
| 2     | Norbert Huber     | ITA  | 44,049 | 44,244 | 44,146 | 44,053 | 2:56,492 / +0,502    |
| 3     | Ernst Haspinger   | ITA  | 44,331 | 44,424 | 44,477 | 44,307 | 2:57,539 / +1,549    |
| 4     | Torsten Görlitzer | GDR  | –      | –      | –      | –      | 2:58,535 / +2,545    |
| 5     | Wolfgang Schädler | LIE  | –      | –      | –      | –      | 2:58,571 / +2,581    |
| 6     | Johannes Schettel | FRG  | –      | –      | –      | –      | 2:58,636 / +2,646    |
| …     | …                 | …    | …      | …      | …      | …      | …                    |
| 8     | Bernhard Glass    | GDR  | –      | –      | –      | –      | 2:58,872 / +2,882    |
| 13    | Uwe Handrich      | GDR  | –      | –      | –      | –      | 3:00,950 / +4,960    |

## Doppelsitzer der Männer
| Platz | Sportler                             | Land | Lauf 1 | Lauf 2 | Gesamtzeit Rückstand |
| ----- | ------------------------------------ | ---- | ------ | ------ | -------------------- |
| 1     | Helmut Brunner Walter Brunner        | ITA  | 37,215 | 37,218 | 1:14,433             |
| 2     | Hans Stanggassinger Franz Wembacher  | FRG  | 37,474 | 37,175 | 1:14,649 / +0,216    |
| 3     | Hansjörg Raffl Norbert Huber         | ITA  | 37,398 | 37,279 | 1:14,677 / +0,244    |
| 4     | Thomas Schwab Wolfgang Staudinger    | FRG  | –      | –      | 1:14,742 / +0,309    |
| 5     | Hans-Joachim Menge Detlef Bertz      | GDR  | –      | –      | 1:15,112 / +0,689    |
| 6     | Bernd Oberhoffner Jörg-Dieter Ludwig | GDR  | –      | –      | 1:15,365 / +0,932    |

–  ... keine Laufzeiten vorhanden

## Medaillenspiegel
| Platz | Land                            | Gold | Silber | Bronze | Gesamt |
| ----- | ------------------------------- | ---- | ------ | ------ | ------ |
| 1     | Italien                         | 3    | 1      | 2      | 6      |
| 2     | Deutsche Demokratische Republik | –    | 1      | 1      | 2      |
| 3     | BR Deutschland                  | –    | 1      | –      | 1      |